# Bedout
Koordinaten: 18° 11′ S, 119° 15′ O
Die Bedout-Struktur (benannt nach der nahegelegenen Bedout-Insel) ist eine geologische Formation 250 km nordwestlich der Küste Australiens im Roebuckbecken. Es handelt sich um eine ca. 200 km große, etwa kreisförmige Vertiefung des Meeresbodens, mit einer zentralen Erhebung.
Die Struktur ist möglicherweise vor ca. 250 Millionen Jahren durch den Einschlag eines größeren Meteoriten entstanden. Die Auswirkungen des Einschlages könnten das Massenaussterben an der Perm-Trias-Grenze verursacht haben.
Unter Wissenschaftlern wird seit 2006 auch diskutiert, ob der Einschlag des hypothetischen Wilkesland-Meteoriten in der Antarktis dieses  Massenaussterben auslöste. Möglicherweise waren aber auch beide Einschläge, eventuell zeitlich versetzt, dessen Verursacher.